# Дертка (Житомирський район)
Де́ртка — село в Україні, у Миропільській селищній територіальній громаді Житомирського району Житомирської області. Населення становить 359 осіб (2001).

## Історія
У 1906 році — село Миропільської волості Новоград-Волинського повіту Волинської губернії. Відстань від повітового міста 58 верст, від волості 4. Дворів 90, мешканців 576.
У 1941—54 роках — адміністративний центр Дертської сільської ради Дзержинського району Житомирської області
До 28 липня 2016 року село входило до складу Миропільської селищної ради Романівського району Житомирської області.